# Corzuela
Corzuela – miasto w Argentynie, w prowincji Chaco, stolica departamentu General Belgrano.
Według danych szacunkowych na rok 2010 miejscowość liczyła 10 335 mieszkańców.